# Abarimon

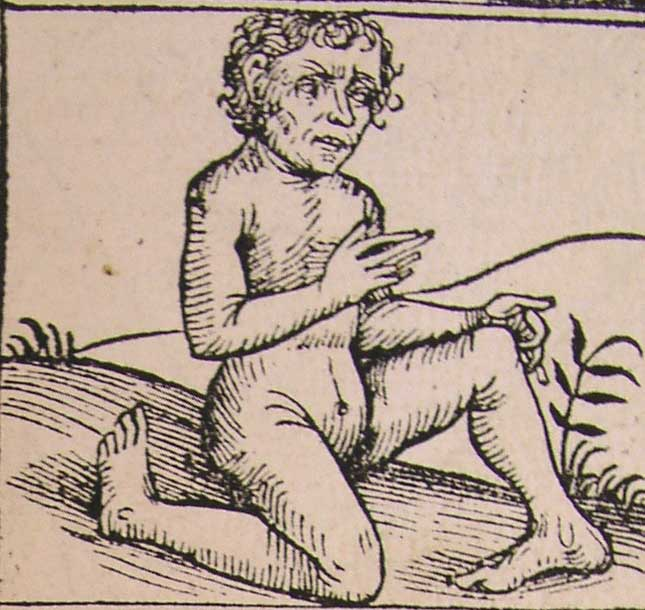
Un abarimon. Xylographie de Hartmann Schedel : La Chronique de Nuremberg, 1493, p. XIIr.

Abarimon est le nom d'un peuple de la mythologie romaine originaire du pays du même nom. Leurs pieds sont tournés vers l'arrière, ce qui ne les empêche pas d'atteindre de grande vitesse. Ils vivaient entourés des animaux sauvages, qu'ils parviennent jamais à capturer.
Ils vivaient dans une grande vallée du mont Imaus (l'Himalaya). La qualité de l'air y était particulière, si bien que si elle a été respirée pendant suffisamment longtemps, il est impossible aux habitants de respirer tout autre type d'air ; quitter la vallée leur est mortel.
Le peuple Abarimon a été décrit par Pline l'Ancien dans son livre Histoire Naturelle :
« Au delà d'autres Scythes anthropophages, dans une grande vallée du mont Imaüs, est une région appelée Abarimon, où vivent des hommes sauvages, dont les pieds sont tournés en sens contraire des nôtres ; ils sont d'une vélocité extraordinaire, et ils errent dans les bois avec les animaux. Ils ne peuvent pas respirer sous un autre ciel ; c'est pour cela qu'on n'en amène pas aux rois voisins, et qu'on n'en conduisit point à Alexandre le Grand : tel est le dire de Béton, chargé de mesurer les marches de ce prince. »
Une histoire similaire est rapportée par Aulu-Gelle au Livre IX de ses Nuits Attiques :
« Il y a encore dans cette même contrée une race d'hommes qui marchent avec une grande vitesse; mais au lieu d'avoir pieds tournés en avant comme les autres hommes, il les ont tournés en arrière ».

## Sources
- Natural History of Pliny. John Bostock and H. T. Riley, traducteurs. George Bell & Sons, 1890.

## Lien Externe
- http://www.lizaphoenix.com/encyclopedia/abarimon.shtml (en)